# Christian Sánchez Valenzuela
Christian César Sánchez Valenzuela (Pucallpa, 19 de septiembre de 1982) es un futbolista peruano. Juega de delantero y su equipo actual es Colegio Comercio que participa en la Copa Perú.

## Trayectoria
Debutó su carrera como futbolista en 2007 jugando con Tecnológico
En la Copa Perú 2009 fue a la final con ese mismo club ante León de Huánuco, y obtuvieron el subcampeonato tras perder por la Regla del gol de visitante
Después fue prestado a Inti Gas para jugar hasta fin de año
En 2010 fichó por León de Huánuco para jugar el Campeonato Descentralizado 2010. En la segunda etapa, marcó su primer gol con el club ante Alianza Atlético y cerró su participación con el subcampeonato.
En 2011 le ficharía el Club Atlético Torino.
Para el año 2013, jugó la Segunda División Peruana 2013 con el Club Deportivo Defensor San Alejandro.
Un año después, le fichó el Club Deportivo Walter Ormeño para jugar la Segunda División Peruana 2014.
Ese mismo año, fichó por el Club Deportivo San Simón y un año después, se quedaría sin club.
En 2015, después de 6 meses sin club, regresaría al fútbol profesional, fichando por el Club Atlético Minero.
En 2017, regresó a Ucayali y ficharía nuevamente por el Club Defensor San Alejandro.
Un año después, en 2018, fichó por el Club Colegio Comercio.
En 2022 jugo la etapa distrital de Callería con el Deportivo Bancos.
En la etapa provincial, ficharía por el Club Inter de Manantay.
En ese mismo año, volvería a jugar por el Club Colegio Comercio para jugar la etapa nacional.

## Clubes
| Club                   | País | Año         |
| ---------------------- | ---- | ----------- |
| Inti Gas               | Perú | 2007-2009   |
| León de Huánuco        | Perú | 2010        |
| Atlético Torino        | Perú | 2011 - 2012 |
| Defensor San Alejandro | Perú | 2013        |
| Walter Ormeño          | Perú | 2014        |
| Deportivo San Simón    | Perú | 2014        |
| Atlético Minero        | Perú | 2015        |
| Defensor San Alejandro | Perú | 2017        |
| Colegio Comercio       | Perú | 2018 - 2021 |
| Inter de Manantay      | Perú | 2022        |
| Colegio Comercio       | Perú | 2022 -      |